# Mercado nocturno de Fengjia
El Mercado nocturno de Fengjia (en chino: 逢甲夜市) es un mercado nocturno en el Distrito de Xitun, Taichung, Taiwán. El mercado se encuentra junto a la Universidad Feng Chia. Es conocido por ser el mayor mercado de la noche en Taiwán. 
El mercado nocturno de Fengjia fue establecido en 1963, se estableció junto con Facultad de Ingeniería y Negocios Feng Chia (ahora Universidad Feng Chia), por el aumento de la popularidad que estimuló el negocio en las localidades cercanas dependientes militares residenciales.